# Claflin, Kansas
Claflin là một thành phố thuộc quận Barton, tiểu bang Kansas, Hoa Kỳ. Năm 2010, dân số của xã này là 645 người.

## Dân số
Dân số các năm:
- Năm 2000: 705 người
- Năm 2010: 645 người